# Осада Далматова монастыря (1774)

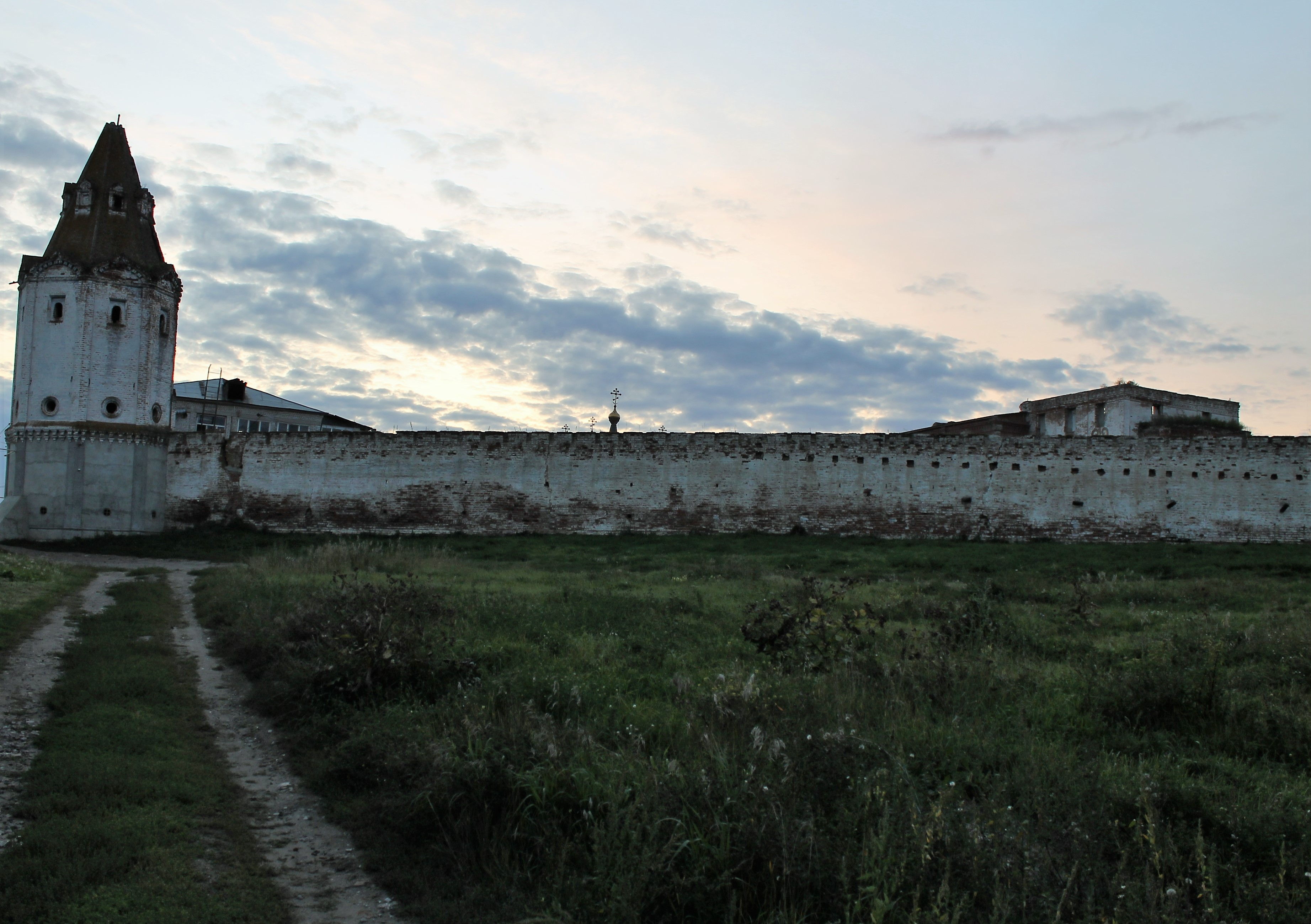
Юго-восточная башня

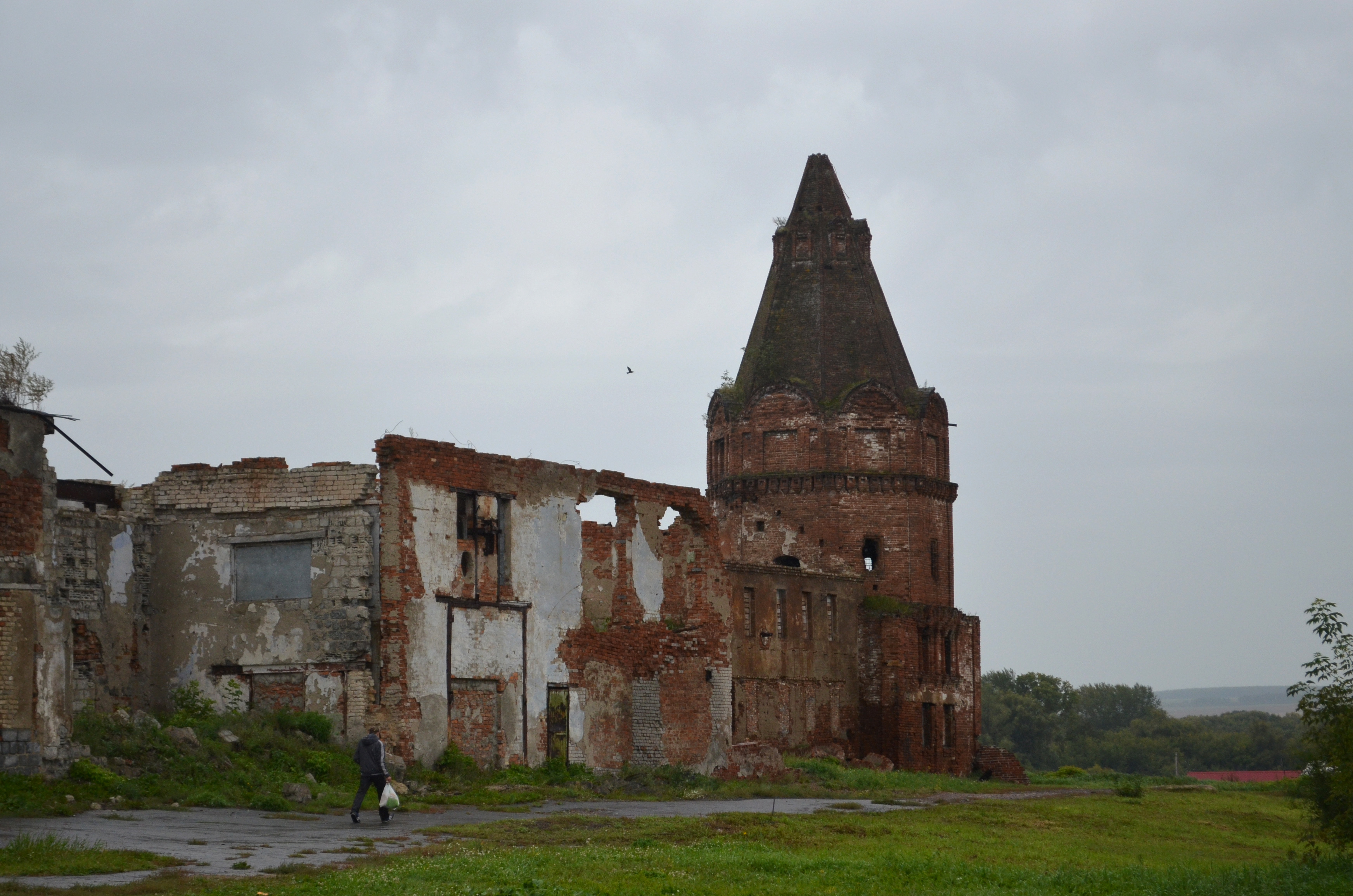
Юго-западная башня

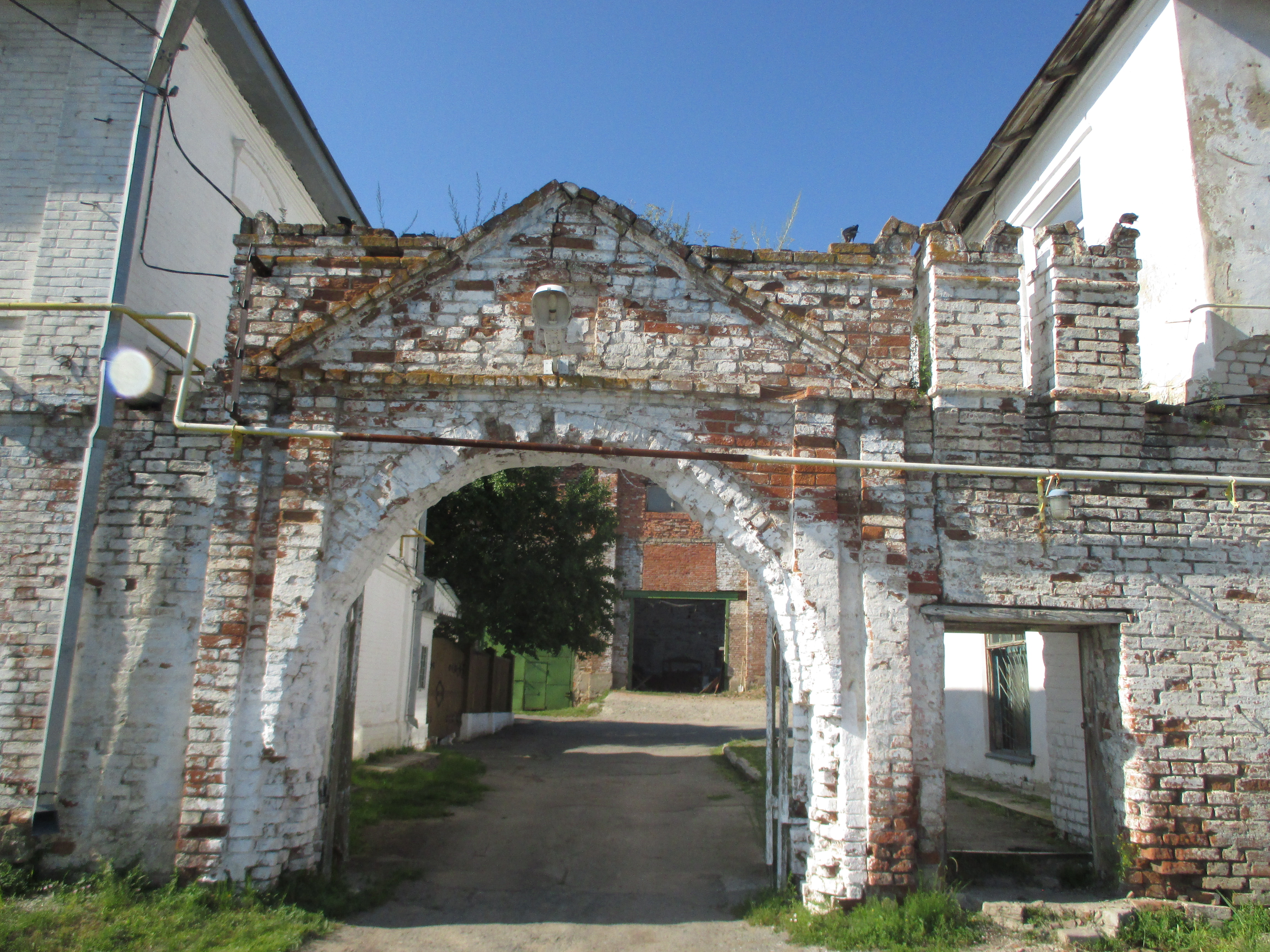
Южные ворота

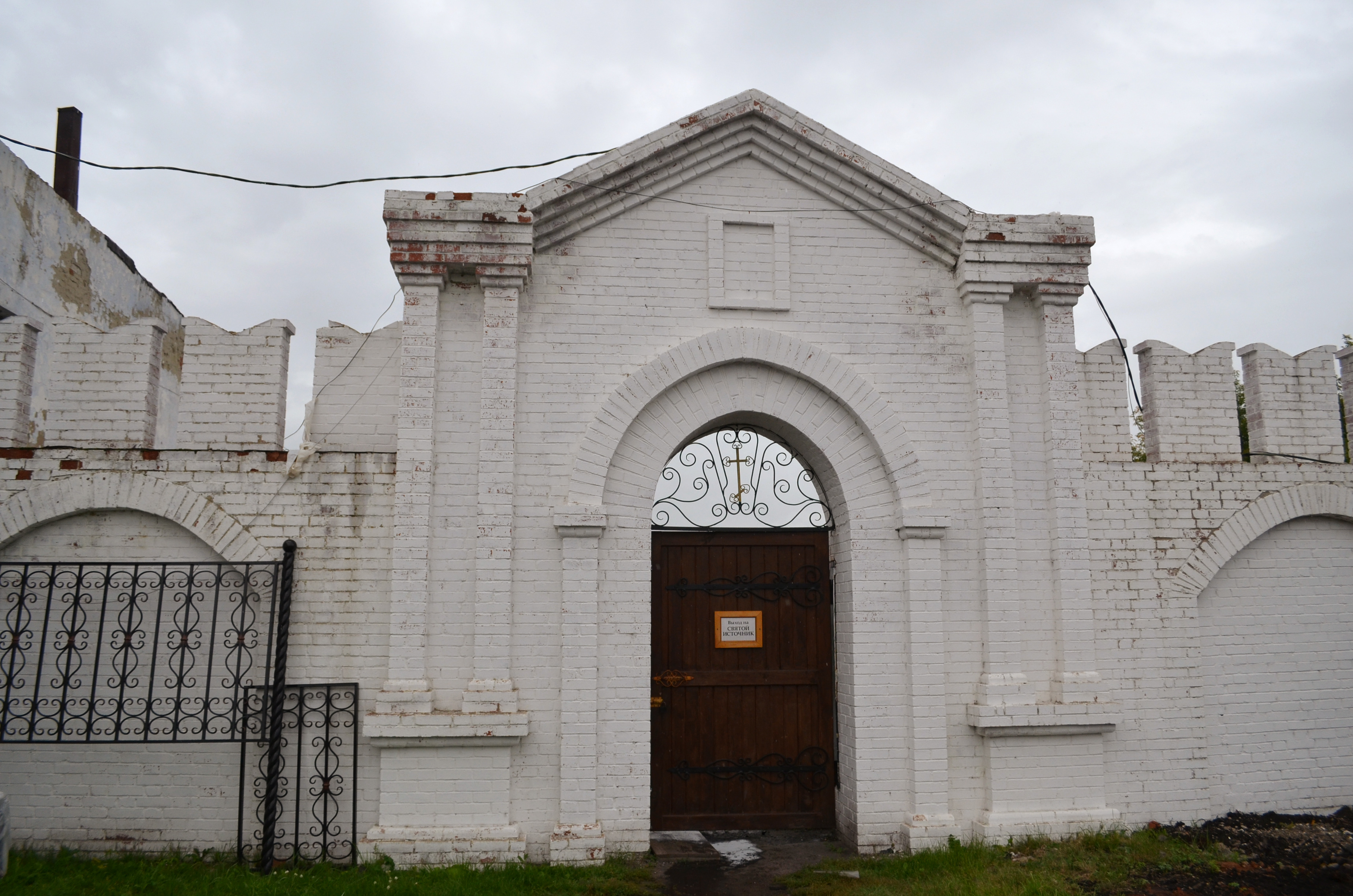
Западные ворота

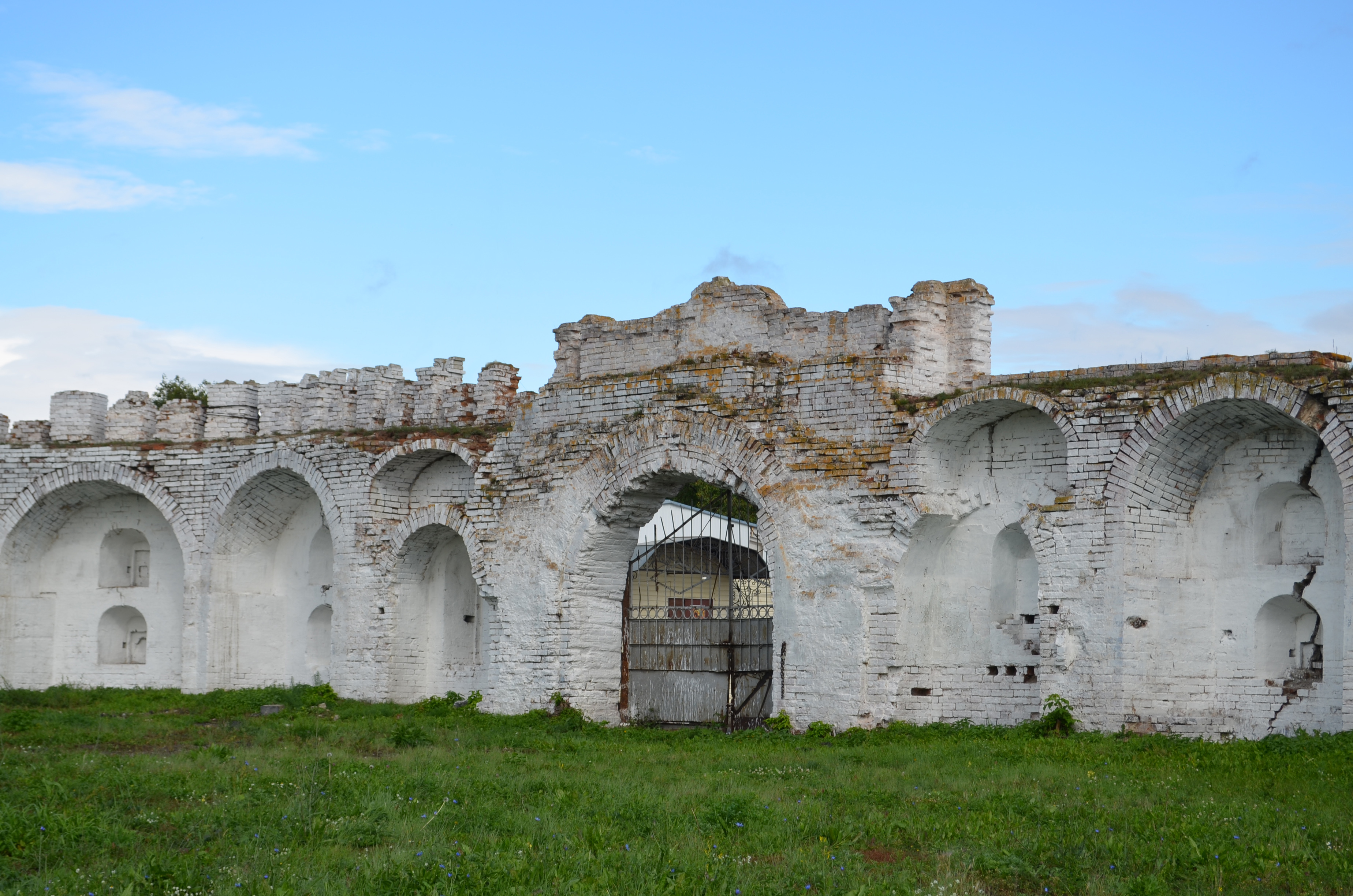
Восточные ворота

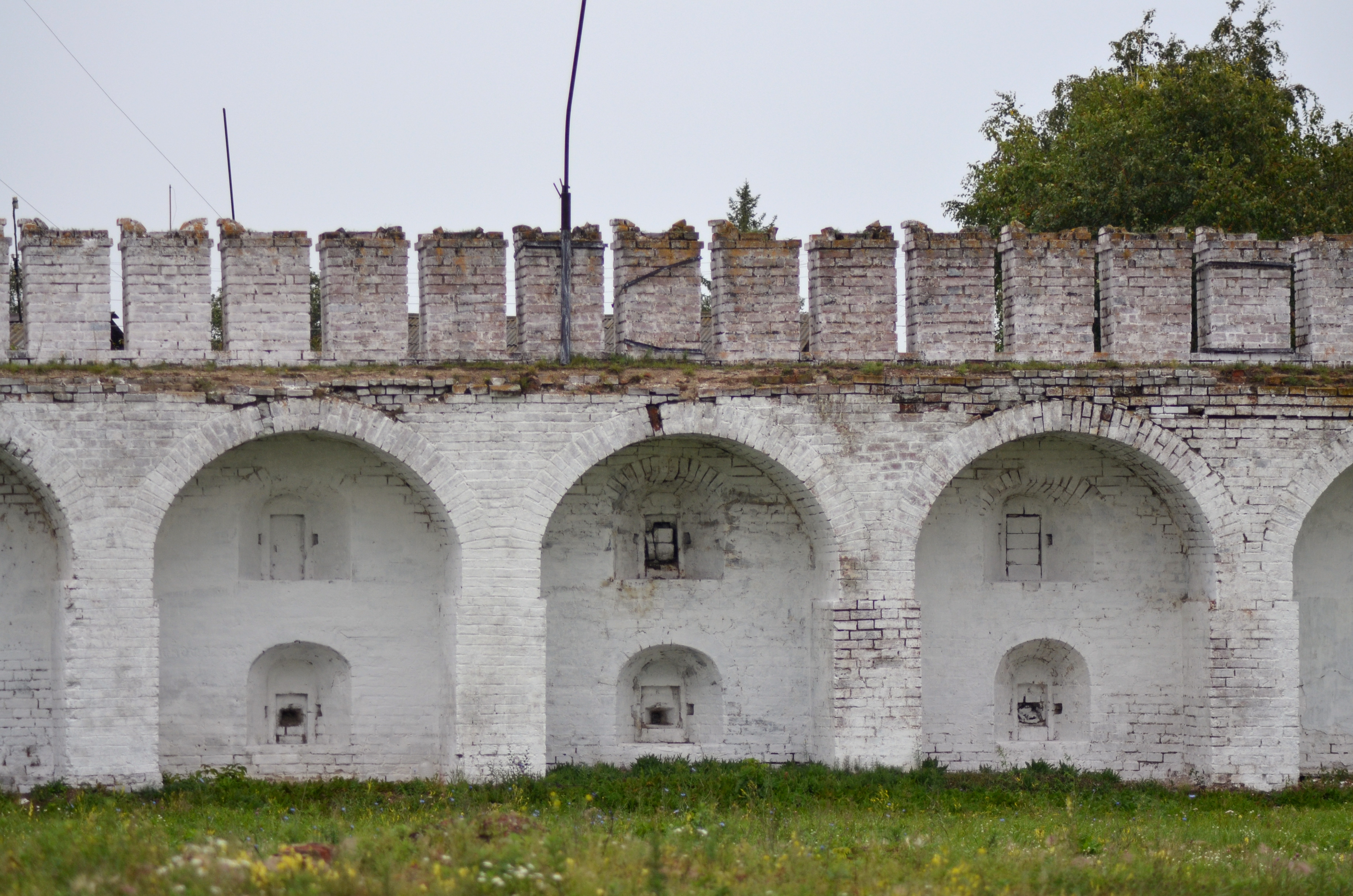
Красный бастион (северо-западная стена)

Осада Далматова монастыря — осада хорошо укреплённого Далматова Успенского монастыря Шадринского дистрикта Исетской провинции Оренбургской губернии, обороняемого отрядом правительственных войск во главе с  экономическим казначеем Иваном Семёновичем Заворотковым и иеромонахом Вонифатием. Эпизод Крестьянской войны 1773—1775 гг., военная операция отряда восставших крестьян под предводительством пугачевского есаула Прохора Пестерева. 

## Предыстория
Эпизод с осадой монастыря был далеко не единственным в истории монастыря.
Восстание, получившее позднее название «Дубинщина», началось в октябре 1762 года. Большинство людей отказывались выполнять работы и заготавливать провиант для духовных отцов. Для усмирения волнений в Далматово прибыл военный отряд. С целью устрашения народных масс арестовали крестьянских старосту и старшину, закованными их отправили в Исетскую провинциальную канцелярию (Челябинск). В сентябре возмущённые крестьяне осадили монастырь, однако с наступлением зимних холодов блокаду сняли. Окончательно бунт был подавлен в марте 1764 года. Примерно в это же время Екатерина II восстановила манифест Петра III о секуляризации монастырских земель. Эти изменения хоть и облегчили долю землепашцев, но не решили вопросы социального неравенства, тяжелейших условий труда, особенно на уральских заводах, и нищеты. Поэтому через 9 лет многие участники «Дубинщины» присоединились к крестьянской войне под предводительством Емельяна Ивановича Пугачёва.

## Осада монастыря
В конце октября 1773 года в селе Затеченском (ныне в Далматовском муниципальном округе Курганской области) крестьянин Денис Жернаков призвал односельчан присоединиться к Пугачеву.
Настоятель Иакинф (Кашперов) подготовил монастырь к обороне и 16 (27) января 1774 года уехал в Тобольск за военной помощью.
4 (15) февраля 1774 года отряд генерал-поручика Ивана Александровича Деколонга (10-я и 11-я лёгкие полевые команды при 12 пушках) ушёл из Челябинска в Шадринск через Окуневскую слободу. 8 (19) февраля 1774 года пугачёвский атаман Иван Никифорович Грязнов взял Челябинск. В Исетскую провинцию Оренбургской губернии был направлен отряд под командованием атамана Михаила Ражева (300 человек). После занятия села Верхняя Теча отряд разделился: атаман Михаил Ражев повёл восставших на Шадринск, есаул Матвей Тараканов направился в Окуневскую слободу, а есаул Прохор Пестерев — к Далматовскому Успенскому монастырю. 
Вечером 11 (22) февраля 1774 года отряд походного атамана Прохора Пестерева (около 2 тысяч человек при 15 пушках) достиг села Николаевского (ныне город Далматово Далматовского муниципального округа Курганской области) со стороны деревни Верхний Яр и начал осаду монастыря. При въезде в село были сожжены овины у крестьянского старосты Игнатия Стенина и у крестьянина Ивана Туганова. Жители села, не укрывшиеся в монастыре, выстроились по обе стороны дороги с повязанным через правое плечо белым полотном. Крестьянин Алексей Перов встречал пугачёвцев с иконой в руках. Около Николаевской церкви был выставлен караул при 5 пушках. Усиленные караулы были выставлены также по всем дорогам, ведущим в село. Атаман П. Пестерев направил крестьянина Леонтия Боголюбова в Далматов монастырь с известием в котором призывал покориться войскам Его Императорского Величества Государя Императора Петра Третьего. Пестерев занял дом крестьянина Алексея Перова, жившего за рекою саженях в 120 на запад. Впоследствии Пестерев велел устроить перед своей квартирой виселицы для казни непокорных (повешен капитан Пётр Выходцев, бывший воевода в Мехонском остроге). По приказанию Пестерева умерщвлены штатные монастырские служители: Потап Зайцев, Иван Зайцев, крестьянин Иван Смагин, сын живущего в Долматове малороссиянина Якова Грузинских-Михайло.
По сравнению с событиями «Дубинщины», в этот раз крестьяне разделились на тех, кто оборонял монастырь, и тех, кто присоединился к повстанцам. Кроме 10 монахов, здесь находились 9 отставных солдат во главе с каптенармусом Карпом Сиговым, присланные из Шадринска, составлявших охрану казначея, 373 человека беглецов-прихожан с женами и детьми главе со старостой Игнатием Степаниным и 20 казаков, присланных из Шадринска. Монастырь имел 16 пушек (две полуфунтовых, две фунтовых, девять трёхфунтовых, одна двадцатифунтовая и два фальконета), 80 (или 96) ружей и большие запасы ядер, пороху и свинца. Оборону возглавил экономический казначей Иван Семёнович Заворотков, бывший секунд-майор, главным его помощником был иеромонах Вонифатий. Командовал батареями сосланный в монастырь на послушание секунд-майор Алексей Ижевский. Вооружёнными монахами руководил чернец Потап Зайков. Военным снаряжением в монастыре распоряжался Дмитрий Чернавин.
Огонь по монастырским стенам открыли утром 12 (23) февраля 1774 года, осажденные отвечали тем же. Начались попытки склонить на свою сторону защитников с помощью «увещевательных писем», но это мятежникам не удались.
14 (25) февраля 1774 года был штурм. Огонь вели с монастырских башен и стен, северо-восточная стена «Красный бастион» была недостроена. Забрасываемые за каменные стены бомбы не взрывались, одна взорвалась, не долетев, унеся жизнь и здоровье бунтовщиков. Вспыхивали вооруженные стычки у южных ворот со стороны реки Исети, у мукомольной мельницы за рекой. Все попытки проникнуть в монастырь через укрепленные ворота, разрушить его обстрелом из пушек не удались. Началась осада монастыря.
16 (27) февраля 1774 года в Христорождественском храме монастыря торжественно повторили присягу на верность Императрице 383 человека. К присяге приводил и сам присягал священник заказчик Андриан
Пеунов.
21 февраля (4 марта)  1774 года прибыл отряд Яицкого атамана Василия Сафонова Митрофанова. Он так же отправил в монастырь «увещевательное письмо», на которое получил ответ, в котором осаждённые просили отпустить захваченных в плен солдата Ивана Яковлева, крестьян Якова Могильникова и Никифора Ершова.
За 20 дней осады пугачёвцы потеряли 200 человек. Монастырь человеческих потерь не понес, но запасы пороха изрядно израсходовал.
1 (12) марта 1774 года 12-я легкая полевая команда под командованием премьер-майора Фадея Тихоновича Жолобова (команда была отозвана с пограничной линии из-под Омска, по штату числилось 450 человек) под Красномыльской слободой (ныне село Красномыльское Шадринского муниципального округа Курганской области) атаковали войска Михаила Ражева (1500 человек). Отряд Ражева с большими потерями отступил в Уксянскую слободу (ныне село Уксянское Далматовского муниципального округа Курганской области). В Шадринске соединились три лёгкие полевые команды генерал-поручика Деколонга и две лёгкие полевые команды премьер-майора Жолобова. 
2 (13) марта 1774 года Пестерев вынужден был отойти к Уксянской слободе. Видя начавшееся отступление, осаждённые ударили со всех своих пяти бастионов и башен картечью, а отряд в 40 человек совершил вылазку, в ходе которой были захвачены одна трехфунтовая пушка, три мортиры и больше 40 пленных. В монастыре существовало предание, что картечь почти вся была расстреляна в предыдущие штурмы, так что в этот день оставалось лишь несколько снарядов. Когда и они были расстреляны, Вонифатий приказал зарядить пушки горохом и крикнул с бастиона: «валяй, братцы, горохом — по гороховому войску!»
9 (20) марта 1774 года под Уксянской слободой произошёл бой между пугачёвцами (около 7 тысяч человек при 27 пушках и 4 мортирах) и войсками Деколонга (900 человек). Пугачёвцы потерпели поражение, потеряв тысячу убитых и всю свою артиллерию.
14 (25) марта 1774 года отряд Деколонга освободил от осады Далматовский Успенский монастырь и продолжил наступление на Челябинск.
Пестеров возвратился в Челябинск и стал помощником атамана Г. Туманова.

## Последствия осады
Прибывшие отряды Деколонга жестоко расправлялись с крестьянами, принявшими участие в осаде монастыря. Все оставшиеся крестьяне были приглашены якобы для прослушивания «всемилостивого манифеста», однако были схвачены и наказаны плетьми. Мертвых и полуживых людей сбрасывали в ров со стен крепости. К этому времени театр военных действий начинает откатываться на запад и волнения в Зауралье начинают угасать. Тем не менее, окончательно бунт удалось подавить только в 1775 году.
Взятые в плен под Уксянской слободой и те, которые были захвачены монахами Далматова монастыря, были преданы суду. Решение шадринской управительской канцелярии было конфирмовано генералом Деколонгом 18 (29) марта 1774 года и приведено в исполнение. В Шадринске, на базарной площади, при стечении народа 26 осужденных были повешены, 44 — наказаны плетьми, 4 — наказаны батогами. По указу Святейший Правительствующего Синода 15 священников и дьяконов извержены из сана.
Оставшиеся жители должны были возместить убыток за украденное тем ,кто скрылся в монастыре. Монастырь понес потери в денежном отношении на 1025 рублей 21 копейку. Эту сумму разложили по всем селениям вотчины. С села Николаевского было взыскано 68 рублей 18,5 копейки.

## В литературе
В художественной литературе осада монастыря легла в основу сюжета исторической повести Дмитрия Наркисовича Мамина-Сибиряка «Охонины брови» (1892), в которой он называется Прокопьевским монастырём. 

## См.также
Сражение у Иковской слободы
Блокада Шадринска